# Harry Sweet
Harry Sweet (Colorado, 1901 – Big Bear, 18 giugno 1933) è stato un attore, regista e sceneggiatore statunitense.

## Biografia
Nato in Colorado nel 1901, lavorò nel cinema muto e nel primo cinema sonoro. Diresse 58 film tra il 1920 e il 1933. Come attore, appare nel cast di oltre sessanta pellicole. Soggettista e sceneggiatore, collaborò in tale veste a ventisette film. Lavorò con Mack Sennett, dirigendo numerosi nomi di punta del cinema comico dell'epoca, tra cui Harry Langdon, Stan Laurel, Oliver Hardy.

## Filmografia
La filmografia è completa. Quando manca il nome del regista, questo non viene riportato nei titoli

### Attore
- An Oriental Romeo, regia di Jess Robbins (1919)
- What! No Spinach?, regia di Harry Sweet (1920)
- Over the Ocean Waves (1920)
- Loose Lions and Fast Lovers, regia di Fred Hibbard (1920)
- A Champion Loser, regia di Charles Reisner (1920)
- The Tale of the Dog, regia di Tom Buckingham (1920)
- Lion's Jaws and Kitten's Paws, regia di William Watson  (1920)
- A He-Male Vamp, regia di William Watson (1920)
- Wild Lions and Ferocious Cheese, regia di William Watson (1920)
- You Tell 'Em, Lions, I Roar, regia di William Watson (1920)
- His Master's Breath, regia di Fred Hibbard (1920)
- A Shotgun Wedding, regia di Fred Hibbard (1920)
- Tails Win, regia di William Watson (1920)
- Trouble Bubbles, regia di Billy Armstrong (1920)
- Fire Bugs, regia di Fred Hibbard (come Fred C. Fishback)
- Fresh from the Farm, regia di Tom Buckingham (1921)
- Leaping Lions and Jailbirds, regia di William Watson (1921)
- The Dog Doctor, regia di Fred Hibbard (1921)
- Her Circus Man, regia di James D. Davis (1921)
- Tough Luck, regia di Tom Buckingham (1921)
- Harem Skarem, regia di William Watson (1921)
- The Country Heir, regia di William Watson (1921)
- A Dollar's Worth, regia di Tom Buckingham (1921)
- For Sale, regia di Tom Buckingham (1921)
- Smart Alec, regia di Tom Buckingham (1921)
- In Again, regia di Tom Buckingham (1921)
- Stealin' Home, regia di Alfred J. Goulding (1921)
- High Life, regia di Alfred J. Goulding (1921)
- Mama's Cowpuncher, regia di Alfred J. Goulding (1921)
- Playing Possum, regia di Alfred J. Goulding (1921)
- The Dumb Bell, regia di Tom Buckingham (1921)
- Fresh from the Farm, regia di Tom Buckingham (1921)
- Shipwrecked Among Animals, regia di Alfred J. Goulding (1922)
- An Idle Roomer, regia di Arvid E. Gillstrom (1922)
- Horse Sense, regia di Fred Hibbard (1922)
- One Horse Town, regia di Tom Buckingham (1922)
- Two of a Kind, regia di Tom Buckingham (1922)
- No Brains, regia di Tom Buckingham (1922)
- Sic 'Em Brownie, regia di Alfred J. Goulding (1922)
- Off His Beat, regia di Tom Buckingham (1922)
- Some Class, regia di Alfred J. Goulding (1922)
- Speed 'Em Up, regia di Arvid E. Gillstrom (1922)
- Hello, Mars, regia di Alfred J. Goulding (1922)
- Bath Day, regia di Fred Hibbard (1922)
- The Kickin' Fool, regia di Tom Buckingham (1922)
- Hee! Haw!, regia di Albert Herman (1923)
- Sunny Gym, regia di Herman C. Raymaker (1923)
- Roaring Lions on a Steamship, regia di Tom Buckingham (1923)
- Own a Lot, regia di Noel M. Smith (1924)
- Keep Going, regia di Robert P. Kerr (1924)
- You're Next, regia di Albert Herman (1924)
- That Oriental Game, regia di Noel M. Smith (1924)
- Checking Out, regia di Noel M. Smith (1924)
- Flickering Youth, regia di Erle C. Kenton (1924)
- Stretching the Truth, regia di Benjamin Stoloff (1924)
- The Nickel-Plated West, regia di Albert Herman (1924)
- The Milk Bandit, regia di Harry Sweet (1924)
- Stop, Look and Listen, regia di Larry Semon (1926)
- Giovinezza (Fascinating Youth), regia di Sam Wood (1926)
- L'eroe del velocipede (Homesick), regia di Henry Lehrman (1928)
- Hit the Deck, regia di Luther Reed  (1929)
- True to the Navy, regia di Frank Tuttle (1930)
- La stella della Taverna Nera (Her Man), regia di Tay Garnett  (1930)
- Just a Pain in the Parlor, regia di George Marshall (1932)
- La diga della morte (Carnival Boat), regia di Albert S. Rogell (1932)

### Regista
- What! No Spinach? (1920)
- Romeo and Juliet, co-regia di Reggie Morris (1924)
- The First 100 Years, co-regia di F. Richard Jones  (1924)
- The Milk Bandit (1924)
- Fools in the Desert (1925)
- Hypnotized (1925)
- The Sleuth co-regia Joe Rock (1925)
- Half a Man co-regia Joe Rock (1925)
- Adorable Dora (1926)
- Three of a Kind (1926)
- Back to Mother (1926)
- Not Guilty! (1926)
- The Lost Soul (1927)
- An Old Flame (1927)
- The Party Man (1927)
- Hot Air (1927)
- Just a Husband (1927)
- Smother o' Mine (1927)
- Rumors for Rent (1927)
- Ah! Gay Vienna! (1927)
- Honest and Truly (1927)
- It's Me (1927)
- All Set (1928)
- Horns and Orange Blossoms (1928)
- The Prince and the Papa (1928)
- All Balled Up (1928)
- Visitors Welcome (1928)
- Indiscreet Pete (1928)
- He Tried to Please (1928)
- Beneath the Law (1929)
- Music Fiends (1929)
- Waltzing Around' (1929)
- Next Door Neighbors (1931)
- Hot Wires (1931)
- Rough House Rhythm (1931)
- Not So Loud (1931)
- All Gummed Up (1931)
- Lemon Meringue (1931)
- Thanks Again (1931)
- Slow Poison (1931)
- The Big Scoop (1931)
- Camping Out (1931)
- Bon Voyage (1932)
- Battle Royal (1932)
- Extra! Extra! (1932)
- Mother-in-Law's Day (1932)
- Rule 'Em and Weep (1932)
- Stealin' Home (1932)
- Giggle Water (1932)
- High Hats and Low Brows (1932)
- The Golf Chump (1932)
- Parlor, Bedroom and Wrath (1932)
- Sham Poo, the Magician (1932)
- Fish Feathers (1932)
- Art in the Raw (1933)
- A Merchant of Menace (1933)
- Good Housewrecking (1933)
- She Outdone Him (1933)

### Sceneggiatore
- What! No Spinach?, regia di Harry Sweet (1920)
- The Milk Bandit, regia di Harry Sweet (1924)
- Hypnotized, regia di Harry Sweet (1925)
- Not Guilty!, regia di Harry Sweet (1926)
- Chasing Choo Choos  (1927)
- The Lost Soul, regia di Harry Sweet (1927)
- Play Safe (1927)
- Honest and Truly, regia di Harry Sweet (1927)
- Plastered in Paris, regia di Benjamin Stoloff (1928)
- Next Door Neighbors, regia di Harry Sweet (1931)
- Rough House Rhythm, regia di Harry Sweet (1931)
- Not So Loud, regia di Harry Sweet (1931)
- All Gummed Up, regia di Harry Sweet (1931)
- Lemon Meringue, regia di Harry Sweet (1931)
- Thanks Again, regia di Harry Sweet (1931)
- Camping Out, regia di Harry Sweet (1931)
- A Firehouse Honeymoon, regia di George Marshall (1932)
- Bon Voyage, regia di Harry Sweet (1932)
- Mother-in-Law's Day, regia di Harry Sweet (1932)
- Giggle Water, regia di Harry Sweet (1932)
- The Golf Chump, regia di Harry Sweet (1932)
- Parlor, Bedroom and Wrath, regia di Harry Sweet (1932)
- Sham Poo, the Magician, regia di Harry Sweet (1932)
- Fish Feathers, regia di Harry Sweet (1932)
- Art in the Raw, regia di Harry Sweet (1933)
- Good Housewrecking, regia di Harry Sweet (1933)
- She Outdone Him, regia di Harry Sweet (1933)